# Heidi Urbahn de Jauregui
Heidi Urbahn de Jauregui (Remscheid, 5 de marzo de 1940-Heidelberg, 12 de agosto de 2024) fue una ensayista alemana y profesora de literatura alemana en la Universidad Jean Monnet Saint-Étienne.

## Vida
Proviene de una familia de empresarios de Remscheid. Empezó a estudiar germanística, historia y filosofía en Colonia y luego se trasladó a Berlín Oeste. Tuvo que interrumpir sus estudios por motivos de salud y cuando se recuperó abandonó Alemania. Continuó sus estudios -literatura francesa y germanística- y finalizó su Licence de filosofía en la Universidad de Montpellier.
No pudo acceder a una plaza de profesora al no poder realizar la agregación debido a la negativa de las autoridades francesas a concederla la nacionalización, a pesar de cumplir con los requisitos necesarios. El motivo de la negativa fue su estrecha relación por motivos académicos con escritores de la República Democrática Alemana (RDA).
Se trasladó a la Universidad de Lyon, donde se doctoró con una tesis sobre el poeta Peter Hacks. Al final consiguió la nacionalización y pudo realizar la agregación. Aun así tampoco pudo acceder a una docencia académica al no ser aceptada su tesis principal sobre literatura alemana; se desconfiaba de su argumento según el cual Peter Hacks no era un disidente de la RDA, sino un socialista clásico. Después consiguió un cargo de maître de conférences en la Universidad Jean Monnet Saint-Étienne.
Reside en Montpellier junto con su marido, el bioquímico del Centro Nacional para la Investigación Científica de Francia Juan Jauregui-Adell.

## Trabajo
Su trabajo es fundamentalmente ensayístico. Tiene reputación en Francia de ser una experta en alemán, especialmente en literatura de la RDA. En sus publicaciones nunca se atiene a reglas académicas. Su mayor interés se centra en la literatura clásica de Alemania, sobre todo en Johann Wolfgang von Goethe, Thomas Mann, Heinrich Heine y Bertolt Brecht.
En 1986 recibió el Premio Heinrich Mann otorgado por la Academia de las Artes de Berlín (Berlín Este).

## Amistad con Peter Hacks
Heidi Urbahn de Jauregui vio en el dramaturgo Peter Hacks al heredero de la época clásica alemana y al sucesor de Goethe, Hegel y Heine. A su obra dedicó su tesis y algunos ensayos. Desde 1975 le visitó regularmente y mantuvo una correspondencia continua con él hasta su muerte.

## Trabajos sobre Heinrich Heine
Una parte importante de sus ensayos se ocupan de la obra de Heinrich Heine. Después de una intensa investigación publicó en 2009 una novela biográfica sobre la vida y la obra de la escritora Elise Krinitz (conociada como Mouche), última amante de Heine.

## Obra
- Zwischen den Stühlen. Der Dichter Peter Hacks (2006)
- Dichterliebe. Leben und Werk der letzten Geliebten von Heinrich Heine, der "Mouche" (2009)